# Mauro Salvi
Mauro Daniel Salvi (Moreno, Provincia de Buenos Aires; 11 de marzo de 1997), es un piloto argentino de automovilismo de velocidad. Desarrolló su carrera deportiva de manera exclusiva en competencias de turismos, destacándose en sus participaciones en el Turismo Pista, donde en 2018 fue subcampeón y en 2019 campeón de la Clase 3, al comando de un Toyota Etios del equipo de José Martos. Tras su paso por esta categoría, recaló en la Clase 2 del Turismo Nacional y tuvo participaciones en la divisional Junior de la Top Race. Por su parte, en el Turismo Nacional debutó en la última fecha de la temporada 2019, al comando de un Toyota Etios, del equipo de Juan Carlos Bertozzi.

## Resumen de carrera
| Temporada | Categoría                    | Equipo               | Automóviles        | Carreras | Victorias | Podios | Poles | VR    | Puntos | Pos.  |
| --------- | ---------------------------- | -------------------- | ------------------ | -------- | --------- | ------ | ----- | ----- | ------ | ----- |
| 2013      | Clase 2 del Turismo Pista    | Cruzado-Lamuedra     | Fiat Uno           | 1        | 0         | 0      | 0     | 0     | 7.00   | 50.º  |
| 2014      | Clase 2 del Turismo Pista    | Cruzado-Lamuedra     | Fiat Uno           | 2        | 0         | 0      | 0     | 0     | 0.00   |       |
| 2015      | Clase 3 del Turismo Pista    | SS Racing            | Renault Clio II    | 8        | 0         | 0      | 0     | 0     | 42.00  | 26.º  |
| 2016      | Clase 3 del Turismo Pista    | LAR Competición      | Renault Clio II    | 9        | 0         | 1      | 0     | 0     | 83.00  | 17.º  |
| 2017      | Clase 3 del Turismo Pista    | LAR Competición      | Renault Clio II    | 4        | 0         | 0      | 0     | 0     | 21.50  | 35.º  |
| 2018      | Clase 3 del Turismo Pista    | Martos Competición   | Toyota Etios       | 10       | 1         | 3      | 0     | 0     | 217.50 | 2.º   |
| 2019      | Clase 3 del Turismo Pista    | Martos Competición   | Toyota Etios       | 10       | 1         | 3      | 0     | 0     | 235.50 | 1.º   |
| 2019      | Clase 2 del Turismo Nacional | JCB Motorsport       | Toyota Etios       | 1        | 0         | 0      | 0     | 0     | 0.00   |       |
| 2019      | Top Race Junior              | Yerobi Racing        | Ford Mondeo Junior | 2        | 0         | 0      | 0     | 0     | 1.00   | 34.º  |
| 2020      | Clase 2 del Turismo Nacional | Martos Competición   | Toyota Etios       | 8        | 0         | 1      | 0     | 0     | 90.00  | 13.º  |
| 2020      | Clase 3 del Turismo Pista    | Sarlinga Competición | DS3                | 1        | 0         | 0      | 0     | 0     | 19.00  | 28.º  |
| 2021      | Clase 2 del Turismo Nacional | Martos Competición   | Toyota Etios       | 5        | 0         | 0      | 0     | 0     | 14.00  | 44.º  |
| 2022      | Clase 3 del Turismo Pista    | Berlín Energy Team   | Ford Fiesta KD     | 3        | 0         | 0      | 0     | 0     | 57.00  | 23.º  |
| 2022      | Clase 3 del Turismo Pista    | SR Sport             | Renault Clio II    | 3        | 1         | 1      | 1     | 1     | 57.00  | 23.º  |
| Fuente:   | [ 5 ]                        | [ 5 ]                | [ 5 ]              | [ 5 ]    | [ 5 ]     | [ 5 ]  | [ 5 ] | [ 5 ] | [ 5 ]  | [ 5 ] |

## Resultados

### Trayectoria en Top Race
| Temporada | Categoría       | Automóvil          | Equipos       | Posición final    |
| --------- | --------------- | ------------------ | ------------- | ----------------- |
| 2019      | Top Race Junior | Ford Mondeo Junior | Yerobi Racing | 27.º (1.00 punto) |

## Palmarés
| Título     | Categoría                 | Modelo       | Año  |
| ---------- | ------------------------- | ------------ | ---- |
| Subcampeón | Clase 3 del Turismo Pista | Toyota Etios | 2018 |
| Campeón    | Clase 3 del Turismo Pista | Toyota Etios | 2019 |